# Lumbukore
Lumbukore is een bestuurslaag in het regentschap Oost-Soemba van de provincie Oost-Nusa Tenggara, Indonesië. Lumbukore telt 3288 inwoners (volkstelling 2010).